# 李·范克里夫
小克拉伦斯·勒罗伊·范克里夫（英語：Clarence LeRoy Van Cleef Jr.，1925年1月9日—1989年12月16日），美國演技派著名演員、影星，生月日與前美國總統尼克松同一天，IMDb盛讚李是“One of the great movie villains”（最偉大之反派影星），影藝演出38年共演出91部電影及109部電視劇是多產影星，生于新澤西州桑莫維爾，於數部經典西部片代表作裡擔綱演出，多飾演冷酷少言、功夫極好、黑衣黑褲黑帽之反派盜匪頭子（即便演警長也是為盜匪幕謀）；1952年演出第一部電影《邊城蒙面俠 （页面存档备份，存于）》（Kansas City Confidential），成名作為：《日正當中》（1952年），也襯托演出幫助賈利·古柏奪得第二座奧斯卡金像獎最佳男主角；李代表作是1965年起三年之「鏢客三部曲」，該系列也捧紅當時仍無甚知名度的克林·伊斯威特。戲外的性格也非常良好。
范克里夫1989年12月在加州奧客斯納德病逝，墓誌銘上刻寫「Lee Van Cleef Jan 9, 1925 - Dec 16, 1989 'Best of the Bad' Love and Light」。

## 生涯
- 出生於荷蘭、比利時、瑞典、英國婚姻西歐裔移民家庭。
- 第二次世界大戰時於1942年加入美國海軍，先後於反潛護衛艇及掃雷艦服役。曾參與1944年8月盟軍登陸法國南部作戰。
- 退伍後從事商業會計工作。
- 之後演出舞台劇羅拔特先生演出跑龍套小演員，直到1952年演出電影，世界成名。
- 眼睛顏色為棕色，鼻子為鷹勾鼻且是露竅鷹勾，身高6呎2吋188公分。
- 為女兒建造劇場時，發生意外導致而右手中指少了指甲那段指節。
- 1959 年底的一場車禍幾乎讓他癱瘓：腿斷了、手臂斷了、膝蓋骨碎了，他幾乎放棄了自己的演藝事業。據說醫生告訴他他再也不能騎馬了。

## 演藝事業
| 年份   | 作品                                                  | 飾演                                                          | 導演                                                                                 |
| 1990年 | 《財富的竊賊》（Thieves of Fortune）                  | 塞爾吉奧·達尼埃洛·克里斯托弗羅（Sergio Danielo Christophero） | 麥可·麥卡錫（Michael MacCarthy）                                                     |
| 1989年 | 《迅雷禁區》（Speed Zone!）                           | 打水漂的爺爺                                                  | 吉姆·德瑞克                                                                          |
| 1988年 | 《恐懼三角》（The Commander）                         | 馬扎里尼上校（Colonel Mazzarini）                             | 安東尼·馬格赫特                                                                      |
| 1986年 | 《正義之戰》（Armed Response）                        | 伯特·羅斯（Burt Roth）                                        | 佛瑞德·歐勒·雷                                                                       |
| 1985年 | 《叢林入侵者》（Jungle Raiders）                      | 華倫（Warren）                                                | 安東尼·馬格赫特                                                                      |
| 1984年 | 《密碼野鵝》（Code Name: Wild Geese）                 | 「中國」（"China"）                                           | 安東尼·馬格赫特                                                                      |
| 1984年 | 《殺人機器》（Goma-2）                                | 朱洛特（Julot）                                               | 荷西·安東尼歐·德·拉·洛馬（José Antonio de la Loma）                                  |
| 1981年 | 《纽约大逃亡》（Escape from New York）                | 警察局長鮑伯·豪克（Police Commissioner Bob Hauk）             | 約翰·卡本特（John Carpenter）                                                        |
| 1980年 | 《忍者黑幫》（The Octagon）                           | 麥卡恩（McCarn）                                              | 艾瑞克·卡森（Eric Karson）                                                           |
| 1978年 | 《鑽石大盜》（The Rip-Off）                           | 克里斯·格雷奇科（Chris Gretchko）／雷·斯隆（Ray Sloan）       | 安東尼·馬格赫特                                                                      |
| 1977年 | 《完美殺手》（The Perfect Killer）                    | 哈里·查普曼（Harry Chapman）                                  | 馬里奧·西西利亞諾（Mario Siciliano）                                                 |
| 1977年 | 《復仇少年》（Kid Vengeance）                         | 麥克萊恩（McClain）                                           | 約瑟夫·曼杜克（Joe Manduke）                                                         |
| 1976年 | 《神之槍》（God's Gun）                               | 約翰神父（Father John）／路易斯（Lewis）                      | 奇安弗蘭科·帕羅利尼（Gianfranco Parolini）                                           |
| 1975年 | 《硬漢騎兵》（Take a Hard Ride）                      | 基弗（Kiefer）                                                | 安東尼·馬格赫特                                                                      |
| 1974年 | 《龍虎走天涯》（The Stranger and the Gunfighter）     | 達科他（Dakota）                                              | 安東尼·馬格赫特                                                                      |
| 1973年 | 《狠勁弗蘭克與瘋狂唐尼》（Mean Frank and Crazy Tony） | 法蘭基·迪奧米德（Frankie Diomede）                            | 米歇爾·盧珀（Michele Lupo）                                                          |
| 1972年 | 《地獄神槍手》（The Grand Duel）                      | 克萊頓警長（Sheriff Clayton）                                 | 賈恩卡洛·桑蒂（Giancarlo Santi）                                                     |
| 1972年 | 《虎膽奇謀七勇士》（The Magnificent Seven Ride!）     | 克里斯·亞當斯（Chris Adams）                                  | 喬治·麥可恩（George McCowan）                                                        |
| 1971年 | 《賊劫賊》（Bad Man's River）                         | 羅伊·金（Roy King）                                           | 歐亨尼奧·馬汀                                                                        |
| 1971年 | 《西部決鬥史》（Return of Sabata）                    | .薩巴塔（Sabata）                                             | 奇安弗蘭科·帕羅利尼                                                                  |
| 1971年 | 《隊長阿帕奇》（Captain Apache）                      | 隊長阿帕奇（Captain Apache）                                  | 阿里克斯·辛格（Alexander Singer）                                                    |
| 1970年 | 《攻陷禿鷹堡》（El Condor）                           | 賈魯（Jaroo）                                                 | 約翰·吉勒明（John Guillermin）                                                       |
| 1970年 | 《荒江野渡》（Barquero）                              | 崔維斯（Travis）                                              | 戈登·道格拉斯（Gordon Douglas）                                                      |
| 1969年 | 《西部惡人傳》（Sabata）                              | 薩巴塔                                                        | 奇安弗蘭科·帕羅利尼                                                                  |
| 1968年 | 《突擊隊（西部片）》（Commandos）                     | 沙利文士官長（Master Sergeant Sullivan）                      | 阿曼多·克里斯皮諾（Armando Crispino）                                                |
| 1968年 | 《私法捍衛》（Beyond the Law）                        | 比利·喬·卡德利普（Billy Joe Cudlip）                          | 喬治歐·史蒂加尼（Giorgio Stegani）                                                   |
| 1967年 | 《憤怒之日》（Day of Anger）                          | 法蘭克（Frank） 塔爾比（Talby）                               | 東尼諾·華萊里（Tonino Valerii）                                                      |
| 1967年 | 《復仇者》（Death Rides a Horse）                     | 瑞恩（Ryan）                                                  | 朱利奧·佩特羅尼（Giulio Petroni）                                                    |
| 1967年 | 《大搏殺》（The Big Gundown）                         | 喬納森·科貝特（Jonathan Corbett）                             | 塞爾吉奧·索利馬（Sergio Sollima）                                                    |
| 1966年 | 《黃昏三鏢客》（The Good, the Bad and the Ugly）      | 「天使之眼」／「惡」（"Angel Eyes" / "The Bad"）              | 塞吉歐·李昂尼（Sergio Leone）                                                        |
| 1965年 | 《黃昏雙鏢客》（For A Few Dollars More）              | 德格拉斯上校（Colonel Douglas Mortimer）                      | 塞吉歐·李昂尼                                                                        |
| 1962年 | 《西部開拓史》（How the West Was Won）                | 河盜                                                          | 約翰·福特（John Ford） 亨利·哈撒韋（Henry Hathaway） .喬治·馬歇爾（George Marshall） |
| 1962年 | 《雙虎屠龍》（The Man Who Shot Liberty Valance）      | 里斯（Reese）                                                 | 約翰·福特                                                                            |
| 1961年 | 《凱旋天堂村》（Posse from Hell）                     | 利奧（Leo）                                                   | 赫伯特·科爾曼（Herbert Coleman）                                                     |
| 1959年 | 《單格屠龍》（Ride Lonesome）                         | 法蘭克（Frank）                                               | 巴德·伯蒂徹（Budd Boetticher）                                                       |
| 1958年 | 《情慾開山刀》（Machete）                             | 米格爾（Miguel）                                              | 庫爾特·諾伊曼（Kurt Neumann）                                                        |
| 1958年 | 《槍．情．賊》（Guns, Girls and Gangsters）           | 麥克·貝內特（Mike Benett）                                    | 愛德華·L·卡恩（Edward L. Cahn）                                                      |
| 1958年 | 《殲虎屠龍》（The Bravados）                          | 阿方索·帕拉爾（Alfonso Parral）                               | 亨利·金（Henry King）                                                                |
| 1958年 | 《百戰雄獅》（The Young Lions）                       | 一級軍士長里基特（1st Sergeant Rickett）                      | 愛德華·迪麥特雷克（Edward Dmytryk）                                                  |
| 1958年 | 《歹徒之日》（Day of the Badman）                     | 傑克·海耶斯（Jake Hayes）                                     | 哈里·凱勒（Harry Keller）                                                            |
| 1957年 | 《龍爭虎鬥》（Gunfight at the O.K. Corral）           | 艾德·貝利（Ed Bailey）                                        | 約翰·司圖加（John Sturges）                                                          |
| 1956年 | 《鐵漢柔情（西部片）》（Tribute to a Bad Man）        | 「胖子」瓊斯（"Fat" Jones）                                   |                                                                                      |
| 1956年 | 《成吉思汗》（The Conqueror）                         | 切佩（Chepei）                                                |                                                                                      |
| 1952年 | 《邊城蒙面俠》（Kansas City Confidential）            | 東尼·羅馬諾（Tony Romano）                                    |                                                                                      |
| 1952年 | 《狂野邊境》（Untamed Frontier）                      | 戴夫·奇頓（Dave Chittun）                                     |                                                                                      |
| 1952年 | 《日正當中》 （High Noon）                            | 傑克·科爾比（Jack Colby）                                     |                                                                                      |

## 相關趣聞
- 李曾這樣評價自己：“生來就有一雙水汪汪的眼睛是我一生中最美好的事情。”
- 昆丁塔倫提諾導演稱讚李為傑出演員，且在「追殺比爾」續集列名致敬。
- 在每部電影裡都板著臉不笑的李，只有在電影黃昏雙鏢客欺負克林·伊斯威特女友時不停哈哈大笑，相當搞笑八卦。
- 成龍主演電影西域威龍（清帝國朝廷保鑣在美國西部大戰歹徒）反派仍是名 Van Cleef。
- 在多款「西部片」線上遊戲、電視遊樂器，皆以「李范克里夫」為遊戲壞人主角命名。
- 在美式企業管理學，已出現「李范克里夫集團」詞彙，意謂「裡應外合的在股市廉價併購企業集團」。[來源請求]
- 牙買加雷鬼音樂歌星舞者在1980年代也有名為「李范克里夫」。
- 電子遊戲潛龍諜影系列中的左輪山貓這個角色，其原型正是李·范克里夫。
- 線上遊戲魔獸世界中的副本[死亡礦坑]在4.0之前,最終的頭目艾德溫·范克里夫是向其致敬
- 塞吉歐·李昂尼為了黃金雙鏢客的尋角而找上當時在美國籍籍無名的李，當時他甚至窮到連水電費都付不起 然而來到歐洲拍黃金雙鏢客並擔綱主角之一的莫蒂默上校，靠著精湛的演技讓他一夕暴紅，最終紅回美國。這段經歷也成為昆丁塔倫提諾執導的電影從前，有個好萊塢的男主角‧瑞克·達爾頓（Rick Dalton）的原型。